# Nysted-Vantore Sogn
Nysted-Vantore Sogn er et sogn i Lolland Østre Provsti (Lolland-Falsters Stift). Det blev oprettet 29. november 2020 ved sammenlægning af Nysted Sogn og Vantore Sogn.
I 1800-tallet var de to sogne købstad og landdistrikt med den samme kirke. Ved kommunalreformen i 1970 indgik de begge i Nysted Kommune, der ved strukturreformen i 2007 indgik i Guldborgsund Kommune.
I Nysted-Vantore Sogn ligger Nysted Kirke og Vantore Kirke.
Stednavne, se de to tidligere sogne.